# Separační zóna (Bosna a Hercegovina)
Separační zóna (anglicky Zone of separation) je označení pro zónu o určité vzdálenosti od tzv. mezietnické, resp. mezi-entitní hraniční linie (IEBL) v Bosně a Hercegovině. Jedná se o pásmo okolo čáry, která odděluje Federaci Bosny a Hercegoviny a Republiku srbskou. Toto pásmo mělo svoji klíčovou roli bezprostředně po válce v 90. letech, ačkoliv vzhledem k tomu, že je zmíněno stále v platné mírové (daytonské) smlouvě, formálně nezaniklo.[zdroj?]

## Historie
Tato zóna byla stanovena na základě Daytonské dohody a její velikost se v průběhu času měnila. Prvotně bylo zakázáno vstoupit jakýmkoliv ozbrojeným silám s výjimkou mezinárodních  do této oblasti. Podle mírové smlouvy se z tohoto pásma měly stáhnout všechny ozbrojené složky (místní) do 19. ledna 1996. Šířka pásma činila v původní podobě dva kilometry na obě strany. V případě Sarajeva byla její šířka určena jen na jediný kilometr, velitel mezinárodních sil měl však pravomoc ji příslušně operativně změnit, pokud by si okolnosti (např. charakter zástavby) takovou skutečnost vynucovaly.
Na některých mapách se okolo mezietnické hranice tato zóna objevuje, v případě některých výběžků znemožňovala téměř vůbec průchod vojenské techniky, například v případě Brčka, kde se přibližovala téměř až k řece Sávě. Později byl zřízen Distrikt Brčko a rozdělení oblasti mezi obě entity již není v užívání.
Zóna byla z počátku označena tabulemi v anglickém a místních jazycích.
V roce 1997 byly jednotky IFOR nuceny odzbrojit těžce ozbrojené příslušníky Policie Republiky srbské, kteří v této zóně operovali s automatickými zbraněmi.
Jedním z prvních úkolů po válce bylo znovu dosídlit opuštěná sídla, která se v této zóně nacházela.
V první dekádě 21. století převzala dohled nad implementací mírových podmínek mise Evropské unie s názvem EUFOR Althea. Vojenská přítomnost v čtyřkilometrovém pásu byla postupně snižována a v třetím desetiletí je i nadále minimální. Policejní složky jak Federace Bosny a Hercegoviny, tak i Republiky srbské mají do zóny přístup, nicméně dohled nad tím, zda-li dodržují literu mírové smlouvy, vykonává Úřad vysokého představitele pro Bosnu a Hercegovinu (OHR).
Princip této zóny bývá občas připomínán jako možný nástroj pro ukončení ruské invaze na Ukrajinu.

## V kultuře
V roce 2009 vznikl v Kanadě televizní seriál s názvem ZOS: Zone of Separation který popisoval obdobnou situaci ale ve fiktivním prostředí.